# Amarone della Valpolicella

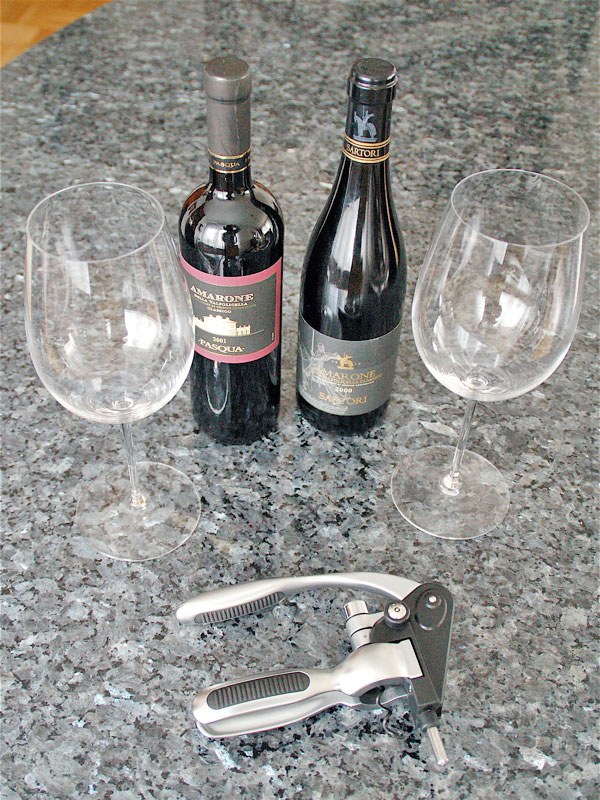
Två flaskor Amarone

Amarone della Valpolicella DOC (Fick sin DOCG märkning år 2003), är ett italienskt rödvin. Det kommer från Veneto, närmare bestämt från distriktet Valpolicella precis norr om staden Verona. 
Amarone har tillverkats länge, men har blivit känt och mycket populärt först på senare år.[när?] Vinet görs helt eller delvis på torkade druvor (se passito), som ibland också får angripas av ädelröta. Detta ger ett mycket fylligt och alkoholstarkt vin. Till skillnad från den klassiska recioton får Amarone jäsa ut helt och blir därmed torrare. En Amarone får inte understiga 14% i alkoholhalt och måste lagras i minst tre år innan den får säljas. Restsockerhalten får inte överstiga 15 gram/liter.
Namnet Amarone lär komma från italienskans Amaro (besk) och vinet har också en del beska, som visserligen döljs av den karakteristiska sötman. Vissa Amaroneviner har en del restsötma, men en stor del av den upplevda sötman kommer från tillverkningsmetoden och också från den höga alkoholhalten. Vinerna passar utmärkt att dricka som de är, men bör lagras i åtminstone tio år, men inte mer än femton år. De är populära tillsammans med olika sorters ostar och också i kombination med mörk choklad. Smaker och dofter man ofta känner i Amarone är katrinplommon, russin, torkade körsbär och choklad. 
Druvorna torkas före jäsning, vilket bidrar till att vinet betingar ett relativt högt pris, oftast mer än 200 kr/flaska i Sverige.
Minimum torkningstid är 90 dagar på torkloft. De flesta producenter av kvalitet, låter dem torka ännu längre. Den traditionella torkningsprocessen var att lägga ut druvorna på bastmattor i solen. Numera läggs de i rack på torkloft där vindarna får hjälpa till i torkningen. Detta hjälper också till att förhindra en förruttningsprocess.

## Druvor
För Amarone används samma druvor som i vanlig Valpolicella, det vill säga Corvina Veronese, Rondinella och Molinara. Corvina är blandningens viktigaste druva med stor arom och hög syra. Dess tjocka skal skyddar den mot röta under torkningen. Rondinella används för att den är bra att torka och har hög syra. Molinara är mer utfyllnad och används allt mindre av kvalitetsmedvetna producenter.